# Compagnie du chemin de fer de Vertaizon à Billom
La Compagnie du Chemin de Fer de Vertaizon à Billom est créée en 1902 pour exploiter un chemin de fer entre ces deux villes du département du Puy-de-Dôme. Elle succède à la Société anonyme du chemin de fer et de la sucrerie de Billom. En 1939 la compagnie est rachetée par le département et disparait. L'exploitation de la ligne est alors confiée à la Compagnie des chemins de fer de la Limagne.

## La ligne
- Vertaizon - Billom (9km): ouverture en Juin 1875.

## Matériel roulant
Locomotives
- N° 1 et 2, type 030t, livrées en 1875 par la Société J.F Cail & Cie[2].
- N° 3, type 030t, ex- Compagnie des chemins de fer de la Limagne